# Santa Ynez Valley

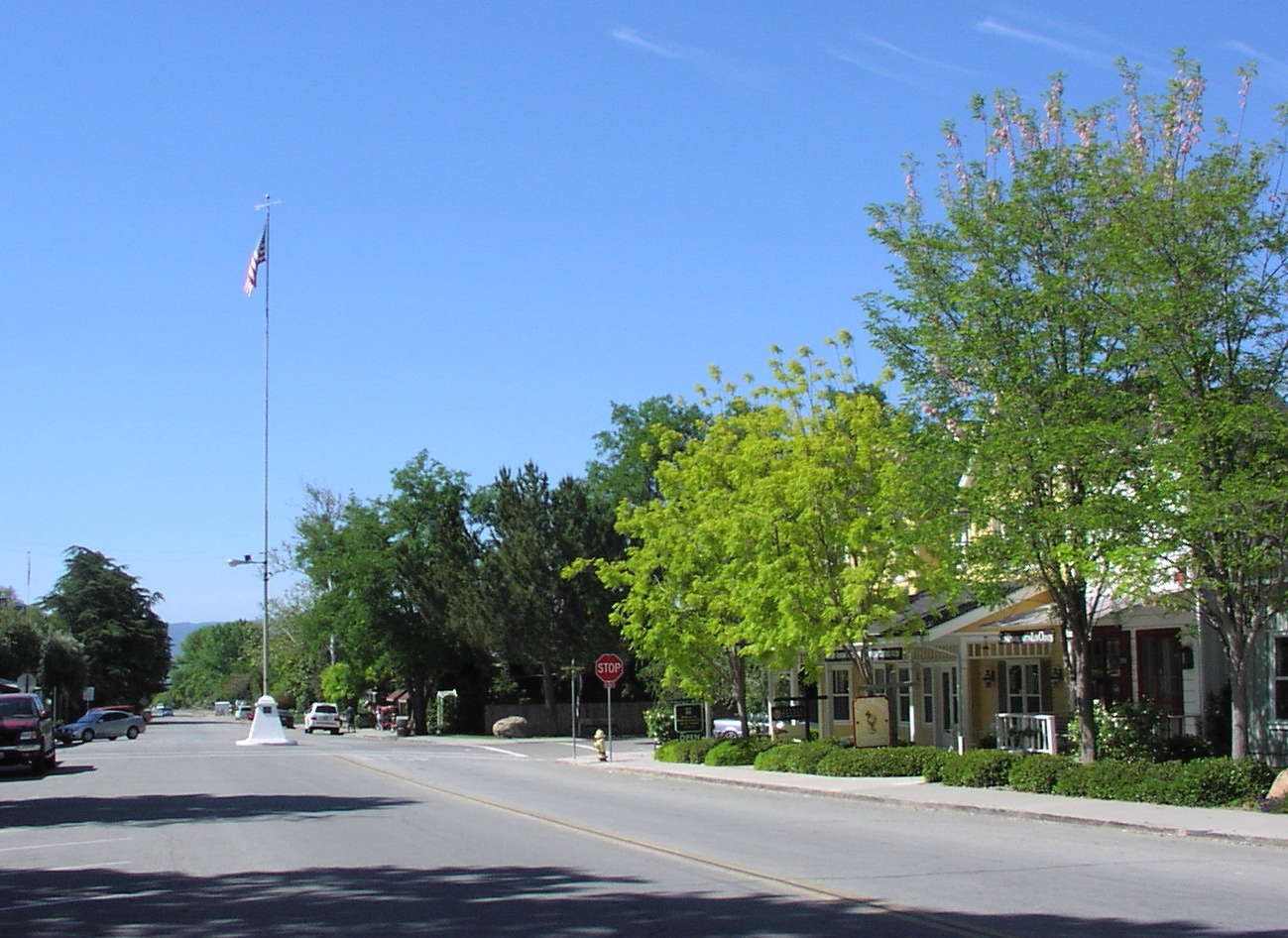
Los Olivos

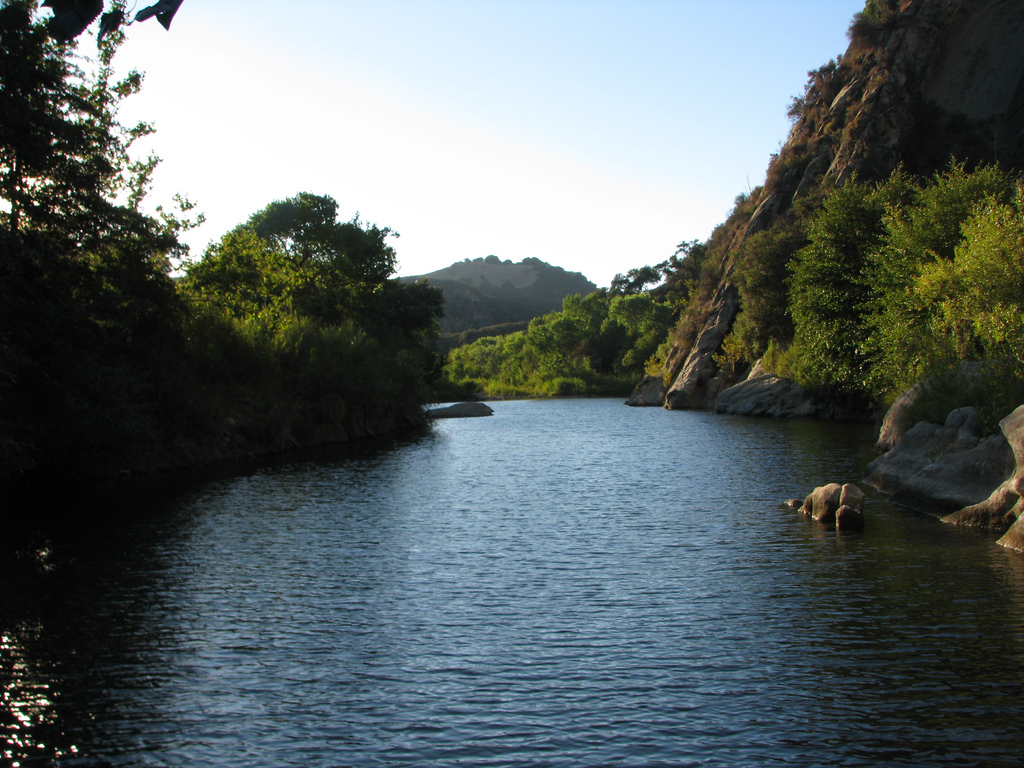
Der Santa Ynez River fließt durch das Tal

Das Santa Ynez Valley ist ein Tal im Santa Barbara County im US-Bundesstaat Kalifornien.
Das Tal liegt zwischen den Santa Ynez Mountains und den San Rafael Mountains in der Nähe der Stadt Santa Barbara. Der Santa Ynez River fließt von Osten nach Westen durch das Tal. Im Santa Ynez Valley leben etwa 20.000 Menschen in den sechs Ortschaften Solvang, Los Olivos, Santa Ynez, Buellton, Ballard und Los Alamos.

## Wirtschaft
Hauptwirtschaftszweig ist der Weinbau. Im Santa Ynez Valley gibt es mehr als 70 Weinkellereien und Weinprobierstuben. Das Gebiet ist als American Viticultural Area ausgewiesen. Des Weiteren sind im Tal zahlreiche Apfelfarmen vorhanden, die unter anderem Verkaufsstände an den Straßen unterhalten. Im ganzen Tal wird Pferdezucht und Pferdesport betrieben und eine historische Westernatmosphäre aufrechterhalten. Berühmte Pferderanches sind Monty Roberts’ Flag is Up Farms und das landesweit bekannte Alamo Pintado Equine Medical Center. Touristen besuchen das Tal vor allem wegen der vielen Künstlergalerien, Weinprobierstuben und Antiquitätengeschäfte sowie der komfortablen Resorts und Gästeranches. Wegen des ganzjährig guten Wetters sind Outdooraktivitäten wie Wandern und Radfahren im nahegelegenen Los Padres National Forest beliebt. Der Tourismus erlebte durch den 2004 im Santa Ynez Valley gedrehten Film Sideways einen Aufschwung. Der Radfahrer Lance Armstrong trainiert jährlich im Santa Ynez Valley. In der Nähe der Ortschaft Los Olivos liegt die Neverland-Ranch, von 1988 bis 2005 Wohnsitz des 2009 verstorbenen Sängers Michael Jackson. Olivia Newton-John kaufte dort 2015 für 5,3 Millionen Dollar eine 12 Acre große Pferde-Ranch und lebte dort bis zu ihren Tode 2022.